# Croix du mérite militaire du Tchad
La croix du mérite militaire du Tchad est une décoration militaire tchadienne. Créée le 12 décembre 1966, elle récompense les militaires ayant accompli des actions d'éclat ou des actes de bravoure au cours d'opérations militaires dans le cadre d'un conflit armé ou du maintien de l'ordre.

## Insignes
Suivant la qualité de l'action, la croix du mérite militaire du Tchad sera décernée à l'ordre de la nation (palme d'or sur le ruban), à l'ordre de l'armée (étoile d'or sur le ruban) ou à l'ordre du régiment (étoile d'argent sur le ruban).